# Johan Hafezi
Johan Abol-Ghasem Hafezi Semnani, född 11 februari 1988 i Ålidhem i Umeå, är en svensk skådespelare.

## Biografi
Johan Hafezi är son till Gholam Hafezi Semnani och Inger, född Grönlund.
Han utbildades vid Teaterhögskolan i Malmö 2012-2015 och gjorde sin praktik på Kulturhuset Stadsteatern. Därefter har han varit engagerad vid bland annat Göteborgs stadsteater och Malmö stadsteater. Han skulle ha spelat Pyret vid premiären av Äldreomsorgen i Övre Kågedalen på Turteatern, men var tvungen att avstå på grund av en skadad hälsena.

## Filmografi
- 2015 – My mind and I
- 2018 – Jägarna (TV-serie)
- 2020 – Rebecka Martinsson (TV-serie)
- 2021 – Huss (TV-serie)
- 2021 – Dystopia (TV-serie)

## Teater

### Roller (ej komplett)
| År   | Roll                                               | Produktion | Regi                  | Teater                   |
| ---- | -------------------------------------------------- | --- | --------------------- | ------------------------ |
| 2014 | Ung man Dick Läkare                                | Lolita Edward Albee | Nora Nilsson          | Kulturhuset Stadsteatern |
| 2014 | Helmut Mayer                                       | Diplomati (Diplomatie) Cyril Gely | Philip Zandén         | Kulturhuset Stadsteatern |
| 2016 |                                                    | Dinosauria Nils Poletti | Nils Poletti          | Turteatern               |
| 2017 | C P Gäst 2 Kvinna 1                                | Skånska mord 1989-2015 Kristian Hallberg | Tobias Hagström-Ståhl | Malmö stadsteater        |
| 2017 |                                                    | Gösta Berlings saga Selma Lagerlöf | Rikard Lekander       | Göteborgs stadsteater    |
| 2018 |                                                    | Dom blinda (Kaldet) Astrid Saalbach | Sisela Lindblom       | Göteborgs stadsteater    |
| 2018 | Aron, Isaks systerson Mikael Bergman, skådespelare | Fanny och Alexander Ingmar Bergman | Eva Bergman           | Göteborgs stadsteater    |
| 2019 |                                                    | Shirins vargar Johanna Svalbacke | Marcus Carlsson       | Göteborgs stadsteater    |
| 2019 | Veterinären En arbetare Advokaten                  | Herr Puntila och hans dräng Matti (Herr Puntila und sein Knecht Matti) Bertolt Brecht                                                                                           | Pontus Stenshäll      | Göteborgs stadsteater    |
| 2020 |                                                    | Sysslolösa unga män med tillgång till vapen Annika Nyman | Gustav Englund        | Göteborgs Stadsteater    |
| 2021 |                                                    | Kejsarn av Portugallien Selma Lagerlöf | Pontus Stenshäll      | Göteborgs stadsteater    |
| 2022 | Jacques Roux                                       | Mordet på Marat (Die Verfolgung und Ermordung Jean Paul Marats, dargestellt durch die Schauspielgruppe des Hospizes zu Charenton unter Anleitung des Herrn de Sade) Peter Weiss | Jan Klata             | Göteborgs stadsteater    |